# 林家時蔵
林家 時蔵（はやしや ときぞう）は、落語家の名。代数をつけて呼ぶことはない。
- 林家時蔵 - 後∶はやし家林蔵
- 林家時蔵 - 本項にて詳述

林家 時蔵（1948年3月2日 - ）は、日本の落語家。落語協会所属。本名：中川 義隆。出囃子は『外記猿』。千葉県千葉市出身。

## 経歴
両国小学校、両国中学校、東洋高等学校、1972年3月に東洋大学文学部国文学科卒業。
1973年2月、八代目林家正蔵に入門。4月より前座になる、前座名は本名より「林家よし蔵」。
1977年3月、橘家六蔵、桂文太、入船亭扇好と共に二ツ目に昇進、「時蔵」に改名。1982年3月に師匠彦六が死去したことより、一門の総領弟子であった五代目春風亭柳朝門下に移籍するが12月に師匠柳朝が脳梗塞に倒れたため、兄弟子の初代林家木久蔵一門に再度移籍。香盤上は木久扇門下の総領弟子だが、時蔵はいわゆる預かり弟子であって、直弟子ではない。直弟子・子飼いとしてはきく姫が総領弟子であるため、ラーメンの販売やいやんばかんダンスは免除されている。また、トヨタアートにも所属していない。
1985年9月、古今亭志ん輔、四代目桂三木助、林家かん平（橘家六蔵改め）、七代目桂才賀（桂文太→古今亭朝次改め）、入船亭扇遊（扇好改め）、林家らぶ平、柳家小ゑん、春風亭正朝と共に真打昇進。

## 活動
- 1999年12月 - ゴミ減量とリサイクルの『環境落語』を初演。
- 2003年5月 - 笑って健康になる『健康落語』を初演。

## 芸歴
- 1973年2月 - 八代目林家正蔵に入門。
- 1973年4月 - 前座になる、前座名「よし蔵」。
- 1977年3月 - 二ツ目昇進、「時蔵」に改名。
- 1982年
  - 3月 - 師匠彦六死去に伴い兄弟子の五代目春風亭柳朝門下に移籍。
  - 12月 - 師匠柳朝病気に伴い兄弟子の初代林家木久蔵門下に移籍。
- 1985年9月 - 真打昇進。

## 出演
- NHK大河ドラマ『葵 徳川三代』 - 鷹匠（2000年）

## 人物
- 同じ落語協会に所属する二つ目林家あんこは娘・ゆき絵（師匠は林家しん平）である。
- 五街道雲助とは生年月日が同じであり、両国中学校では同じクラスにいた。
- 五代目円楽一門会の両国寄席にも出演している。

## 受賞
- 1982年 NHK新人落語コンクール優秀賞
- 1984年 国立劇場演芸場「花形若手演芸会」銀賞